# Jacques Pitot du Hellès
Jacques Pitot du Hellès est un homme politique français né le 21 décembre 1779 à Morlaix (Finistère) et mort le 19 juin 1856 à Morlaix.

## Biographie
Engagé en 1799, il fait les guerres de l'Empire. Retiré à Morlaix sous la Restauration, il devient maire et député du Finistère de 1837 à 1840, siégeant dans la majorité soutenant les ministères de la Monarchie de Juillet.

## Sources
- « Dictionnaire des parlementaires français de 1789 à 1889 (Adolphe Robert, Edgar Bourloton et Gaston Cougny) », sur gallica BNF (consulté le 4 janvier 2014)